# Tlicho
Die Tlicho (sprich: ‘Tlee-chon’) oder Tłı̨chǫ ("Hunderippe", daher früher als Dogrib bezeichnet), sind eine First Nation der North Slave Region der Nordwestterritorien von Kanada. Der englische Name Dogrib ist eine Übersetzung ihrer Eigenbezeichnung als Tłįchǫ Done bzw. Tłı̨chǫ got'ı̨ı̨̀ / Tłı̨tsǫ got'ı̨ı̨̀ (auch: Thlingchadinne - ‘Dog-Flank People’, ‘Dogrib People’ – "Hunderippen-Volk"), die Bezug nahm auf ihre sagenhafte Abstammung von einem übernatürlichen Hund-Menschen.
Zusammen mit den South Slavey (Deh Cho Dene, Dene Tha und Deh Gá´Got'ine), North Slavey (Sahtu) (K'ahsho Got'ine/Hare(skin) Dene, Shita Got'ine/Mountain Dene und Sahtu Dene/(Great) Bear Lake Dene), Chipewyan (Denésoliné oder Dënesųłiné) und den Yellowknife (T'atsaot'ine) bilden sie die fünf Bands (Stammesgruppen) der Dene (Dené), die sprachlich zu den Nördlichen Athapasken der Na-Dené-Sprachfamilie zählen. Die Dene (Dene ist der unter Athapasken übliche Begriff für „Volk“) in Denendeh („Land der Dene“, heutige Nordwest-Territorien), Nunavuts sowie der im Süden angrenzenden Gebiete von Manitoba, Saskatchewan, Alberta und British Columbia sind besonders eng verwandt mit den ebenfalls sprachlich zu den Nördlichen Athapasken zählenden Stämmen Alaskas, den Alaska Dene, die sich Dinaa oder Dena („Volk“) nannten.
Die Diné (Navajo) und Apachen (T'Inde, Inde, N'de, N'ne) haben ähnliche Namen wie die Dene (Nördlichen Athapasken), zählen jedoch zu den Südlichen Athapasken.
Die Tłįchǫ/Tåîchô bezeichnen sich meist einfach wie die benachbarten athapaskischen First Nations als Dǫ ("Person") bzw. Done (sprich: ‘don-ay’- "Volk"), Dene (sprich: ‘den-ay’ – "Volk") oder Done Do ("Dene Volk"). Heute jedoch bevorzugen sie die Bezeichnungen Tłįchǫ / Tłı̨tsǫ / Tåîchô oder einfach Done gegenüber der englischen Bezeichnung "Dogrib", um sich gegenüber den anderen Dene-Gruppen abzugrenzen.
Mit dem Land, auf und von dem sie lebten, waren die Tłįchǫ spirituell tief verbunden, was sich auch in dessen Bezeichnung widerspiegelt – sie nannten es einfach Ndé, Dé, Dèe oder Né.

## Sprache
Die Sprache Dogrib oder Tłįchǫ Yatiì ("Sprache der Tłįchǫ") bzw. Dǫ yatıı̀ ("Sprache des Volkes/der Done") gehört zu der athapaskischen Gruppe der Sprachfamilie Na-Dené und wird lt. Canadian Census von 2006 noch von ca. 2.640 Tłįchǫ gesprochen. Der sog. Detah-Ndilo-Dialekt (oder Weledeh-Dialekt, auch Weledeh Dogrib), der in den Gemeinden Dettah und N'Dilo gesprochen wird, entwickelte sich aus Mischehen zwischen Yellowknife und Tłįchǫ. Während in anderen Gemeinden der Tłįchǫ die Sprache immer noch von Kindern erworben und beherrscht wird, gibt es wegen der Nähe zur Großstadt Yellowknife, nur noch wenige Stammesmitglieder der Yellowknives Dene First Nation unter 40 Jahren, die fließend Weledeh-Tłįchǫ Yatiì sprechen.

## Wohngebiet
Ihr fast 295.000 km² umfassendes traditionelles Gebiet Tłı̨chǫ dèe ("Land der Tłįchǫ") erstreckte sich in den Waldtundren, Fluss- und Seengebieten der North Slave Region in Denendeh (Nordwest-Territorien) westlich des Nordufers des Großen Sklavensees (Tideh, Tindi – ‘Großer See’) bis nach Norden zum Großen Bärensee (Sahti Deè, Sahti – ‘Bärensee’), im Westen bis zum Mackenzie River (Dehtso – ‘Großer Fluss’) und bis zum Contwoyto Lake (Kok'eeti), Aylmer Lake (Ts'eehgooti) und Artillery Lake (ʔedaatsoti) in der Tundra im Osten, manche Gruppen zogen bis nach Nunavut.
Im Osten und Süden der Tłįchǫ (Dogrib) lebten die Chipewyan (Dënesųłiné), im Osten entlang des nordöstlichen Ufers des Großen Sklavensees, am Yellowknife River nordwärts bis zum Coppermine River und Großen Bärensee die Yellowknife (T'atsaot'ine), im Westen am West- und Südufer des Großen Sklavensees bis zum Mackenzie River und Liard River verschiedene Gruppen der South Slavey, im Norden westlich und nördlich des Großen Barensees die North Slavey (Hare(skin) Dene) sowie westlich des Mackenzie River die North Slavey (Mountain Dene). Zu ihren Hauptfeinden zählten die Chipewyan, Yellowknife und die in ihren Jagdgründen Raub- und Sklavenzüge unternehmenden Algonkin-sprachigen Cree. Zu den verschiedenen Slavey-Gruppen hingegen unterhielten sie meist ein freundschaftliches Verhältnis.

## Kultur und Lebensweise
Die Tłįchǫ waren Jäger und Sammler – vor allem Karibujäger, die für ihre Raffinesse und Eleganz in der Dekoration der Karibuhäute für ihre Behausungen bekannt waren. Zudem jagten sie auch verschiedene Vogelarten, sowie Elche, Waldbisons, Moschusochsen, Wapitis, Luchse, Hasen und sammelten Wurzeln, Beeren und Flechten. Die Flüsse und Seen boten zudem zahlreichen Fischarten einen Lebensraum, darunter vielen Lachsarten. Für ihre Kleidung sowie später als Handelsgut im Pelzhandel erbeuteten sie zudem Vielfraßfelle, Minkfelle, Hermelinfelle, Biberfelle und Otterfelle.
Die übliche Behausung der Tłįchǫ war ein mit Karibuhäuten bedecktes Zelt, wobei in harten und strengen Wintern sie manchmal mit Sträuchern und Unterholz bedeckte Holzhütten bauten.
Wie benachbarte subarktische Völker auch, bestand ihre soziale Organisation aus vielen unabhängigen, egalitär geführten Lokalgruppen bzw. Jagdgruppen (engl. regional bands), jede mit ihrem eigenen Territorium. Diese Gruppen bestanden aus einer oder mehreren Großfamilien (engl. extended families), die die meiste Zeit des Jahres unabhängig von der Regional-Gruppe nomadisierend durch das gemeinsam genutzte Gebiet zogen. Wie die anderen Dene-Stämme auch, bildeten sie daher keine Stämme im kolonialen Sinn und waren nur lose in kleinen Gruppen organisiert – und ähnelten hierbei stark ihren traditionellen Erzfeinden im Osten, den Yellowknife. Diese, bis ins 19. Jahrhundert einer der bedeutendsten und bevölkerungsreichsten Dene-Völker, waren im Unterschied zu ihren Dene-Nachbarn jedoch als kühne und wagemutige Krieger bekannt, die skrupellos die Gutmütigkeit ihrer Nachbarn oft zu ihrem Vorteil nutzten, und anmaßend und selbstherrlich gegenüber diesen auftraten. Aus Vergeltung wurden die Yellowknife schließlich von den benachbarten Völkern, darunter den Tłįchǫ, im späten 18. und frühen 19. Jahrhundert mit Rachezügen überzogen und langsam dezimiert.
Trotz der feindlichen Stämme, besaßen die Tłįchǫ – gleich anderen Dene – kein System der organisierten Kriegsführung mit Militär- und Kriegsgesellschaften, da sie in ihrer Kultur traditionell individuelle Freiheit hochschätzten. Die Anführer hatten zudem nur begrenzte Autorität, die auf ihrer Führungsqualität, Urteilsfähigkeit sowie Großzügigkeit beruhte.

## Religion und Prophetismus
Die ursprüngliche Religion der Tłįchǫ war animistisch (Allbeseeltheit) und entsprach der Religion der anderen nördlichen Athabasken. Heute sind die meisten offiziell katholisch. Seit alter Zeit spielen Visionen zur Erlangung von „Ink´on“ (Wissen bzw. Kraft, sowie deren Spender und Empfänger) bei den Athabasken eine wesentliche Rolle. Bereits gegenüber den ersten Missionaren im 19. Jahrhundert äußerten die Visionäre der Tłįchǫ, dass sie direkt mit (ihrem höchsten) Gott gesprochen hätten. Dies hat sich bis heute erhalten: Moderne Tłįchǫ-Propheten sprechen mit dem Christengott und in Gegenwart katholischer Priester sagen sie, dass Gott ihnen aufgetragen habe, moralische Besserung und vor allem den Verzicht auf Kartenspiel und Alkohol zu predigen, sofern sie ihr eigenes Ink´on vorher ablegen würden. Bis auf das Singen erträumter Lieder und traditionelle Rituale werden die Predigten dieser Propheten von der Kirche gebilligt. Außerhalb des christlichen Einflussbereiches haben sich bis heute noch mehr oder weniger viele Elemente des traditionellen Glaubens erhalten (siehe auch: Synkretismus).

## Geschichte

### Handelsmonopol der Nehiyaw-Pwat
Im 17. und 18. Jahrhundert standen Franzosen und Engländer um die Hudson Bay in scharfer Konkurrenz um die Pelze von Füchsen, Bibern und Bisamratten.
Jedoch hatten Swampy Cree und Woodland Cree ab 1670, durch die Errichtung der Handelsstation York Factory der Hudson’s Bay Company bereits früher Kontakt zu den europäischen Händlern und deren Produkten (Eisenwaren, Waffen, Munition, Perlen) und somit einen unmittelbaren militärischen Vorteil gegenüber benachbarten Stämmen. Die südlich lebenden Assiniboine bildeten daraufhin mit den Cree (Anfang des 18. Jahrhunderts kamen die west- und südwestwärts gezogenen Plains Ojibwa (auch Saulteaux) hinzu) eine starke Militärallianz, die als ‘Iron Confederacy’ bezeichnet wurde – die Cree nannten die Allianz jedoch Nehiyaw-Pwat (in Cree: Nehiyaw – ‘Cree’ und Pwat oder Pwat-sak – ‘Sioux-Feinde’).
Dies ermöglichte es den Nehiyaw-Pwat ab 1680 ein umfangreiches Kanu-Handelssystem entlang des Winnipegsees und des Nelson River, des Rainy Lake, des Lake of the Woods, des Winnipeg River und vom Lake Winnipeg nordostwärts bis zur York Factory an der Hudson Bay aufzubauen. Viele Cree-Gruppen siedelten sich in der Nähe der Handelsstationen an, um so zunächst an die für sie wichtigen Güter (besonders Gewehre, Munition, Metallwaren, Messer, Ahlen, Äxte, Tomahawks, Kessel, Tabak und Alkohol) zu gelangen, um dann den Zwischenhandel mit den Völkern im Westen (Blackfoot, Gros Ventre, Sarcee), im Norden (Chipewyan, Tłįchǫ, Daneẕaa (früher Beaver genannt), Slavey, Yellowknife) und im Süden (Hidatsa, Mandan) möglichst zu monopolisieren. Ohne das Handelsmonopol der Nehiyaw-Pwat, die die Kontrolle über die einzigen Transportwege, die mit den sogenannten Pelzhandelskanus befahrenen Flüsse und Seen, innehatten, hätte es den Pelzhandel vor allem der Hudson’s Bay und der North West Company nie gegeben.
Gleichzeitig expandierten sie dank der besseren Waffenausrüstung nach Westen und Norden – wobei sie militärisch gegen die Chipewyan, Daneẕaa und Slavey im Norden und die Dakota im Süden (1670–1700) vorgingen. Viele Cree verließen nun den Hudson-Bay-Raum (ab etwa 1740), wo die Pelzhandelsgesellschaft eine erste Handelsstation am Waswanipi Lake eingerichtet hatte. Zudem gingen die Nehiyaw-Pwat ab 1670 auf Sklavenjagd unter den benachbarten Stämmen, besonders den als nicht so wehrhaft geltenden Dene im Norden, wie Slavey, Chipewyan und Yellowknife, wurden Opfer von Sklavenjagden. Der Pelzhandel verschärfte die bereits existierenden Konflikte um die Ressourcen der Region zwischen den Chipewyan und Cree (von den Chipewyan als ena – ‘Feind’ bezeichnet), nur mehr.

### Ausgleich und Allianz mit den Nehiyaw-Pwat
Thanadelthur (‘Marten Jumping’), eine junge Chipewyan (nach mancher Überlieferung eine Slavey), wurde 1713 von plündernden Stoßtrupps der Cree am Großen Sklavensee geraubt, konnte jedoch 1714 fliehen. Sie führte William Stewart, einen Händler der HBC, und 150 Cree zum Ostufer des Großen Sklavensees und vermittelte Frieden zwischen Chipewyan und Cree. Daraufhin errichtete die HBC 1717 den Handelsposten Fort Prince of Wales am Churchill River und ermöglichte somit den Chipewyan erstmals direkten Zugang zu einem europäischen Handelsposten als auch den Cree einen ungestörten Zwischenhandel zwischen der HBC und dem Nordwesten.
Die Chipewyan und Cree knüpften zwischen 1716 und 1760 friedliche Kontakte und schlossen eine Allianz gegen ihre gemeinsamen Feinde, den Inuit (die sie hotel ena – ‘Feinde der (Tief-)Ebenen’ nannten), Tłįchǫ, Slavey und Yellowknife – die sie vom direkten Kontakt zu den Handelsposten fernhalten wollten, um ihre Position als Zwischenhändler zu behaupten.
Nachdem nun auch die Chipewyan mit Gewehren durch die Pelzhandelskompanien bewaffnet waren, dominierten sie im 18. Jahrhundert ihre athapaskischen Dene-Nachbarn, die Tłįchǫ und die Yellowknife, verwehrten ihnen den Zugang zu den Pelzhandelsstationen und zwangen sie, ihnen die Pelze zu verkaufen. Manche Chipewyan-Gruppen zogen weiter nach Norden in die borealen Wälder, um dort zu jagen und Fallen zu stellen, da diese Gebiete mehr für den Handel wichtige Pelztiere aufwiesen. Andere Chipewyan hielten sich vom Handel und den Stützpunkten der Europäer fern und behielten ihre traditionelle Lebensweise als Jäger und Sammler bei. Zwischen 1781 und 1784 beendete jedoch eine Blatternepidemie ihre Vorherrschaft über die benachbarten Dene-Völker, da ihr zwischen 50 und 90 Prozent der Chipewyan zum Opfer fielen.

### Pelzhandel, Seuchen, Kriege
1770 traf Samuel Hearne erstmals auf Gruppen von Yellowknife, als er das Gebiet im Auftrag der Hudson’s Bay Company für den Pelzhandel öffnen wollte. Als jedoch der Pelzhandel nach Westen bis zum Großen Sklavensee im späten 18. und frühen 19. Jahrhundert expandierte, nutzten nun auch die Yellowknife ihren strategischen Ortsvorteil und vertrieben für kurze Zeit die Tłįchǫ aus dem Gebiet entlang des Yellowknife River. Anfang des 19. Jahrhunderts waren die Yellowknife bereits durch von Weißen und Tlingit-Händler eingeschleppte Seuchen, kriegerische Konflikte um den Zugang zum Pelzhandel sowie durch Hunger stark dezimiert. Zudem erschwerten die durch europäische Händler eingeführten eisernen Waren, den Yellowknife das Überleben, da sie nun nicht mehr ihre kupfernen Messer, Äxte und andere Werkzeuge, im Tausch gegen Nahrung, bei benachbarten Stämmen eintauschen konnten.
1823 überfiel ein Kriegstrupp der Tłįchǫ als Vergeltung für ihre Vertreibung vom Yellowknife River ein Lager der bereits geschwächten Yellowknife am Großen Bärensee und zwang diese, sich wieder aus den traditionellen Karibujagdgründen der Tłįchǫ in dieser Region zurückzuziehen und bei den Chipewyan Schutz zu suchen. Manche Yellowknife schlossen sich auch den Tłįchǫ an.

## Gruppen der Tłįchǫ
Die Tłįchǫ bestehen heute aus folgenden sechs regionalen Gruppen (oder bands):
- Tagahot'in (auch Tahga Got'ɻi oder Ta ga hoti - ‘Follow the Shore People’, ‘People along the shore of the North Arm of Great Slave Lake’, wanderten zwischen Rae und Yellowknife entlang des Nordarms des Great Slave Lake)
  - Enotahot'in (leben jetzt in der Region zwischen Dettah (T'èɂehdaà – 'Burnt Point', eines traditionellen Fischer-Camps, im Englischen Trout Rock – "Forellen-Fels") im Norden und Enotah im Süden entlang des Ostufers des Nordarms des Great Slave Lake, früher befanden sich die bevorzugten Fischgründe der Tłįchǫ am Westufer rund um kwenageh (Rock rolling - ‘rollender Fels’, dem heutigen Wrigley Point), da ihre Feinde, die Chipewyan am Ostufer fischten und jagten)[13] – heutige Dettah First Nation, Mitglied der Yellowknives Dene First Nation
  - Betcokont'in (‘Big-Knife-House-People’ oder ‘Fort People’, auch Klin-tchanpe - ‘Rae band’ oder ‘eigentliche Dogrib’ genannt lebten und handelten bei Fort Rae (jetzt Old Fort Rae), hatten ihre Jagdgründe in der Region des späteren Rea-Edzo und heutigem Behchokò) – vormalige Dogrib Rae Band
- Tsontihot'in (auch Tsti Got'ɻi, Coti hoti oder Tsan-tpie-pottine - ‘Filth Lake People’ - ‘Feces Lake People’, lebten und fischten entlang der Flüsse und Seen rund um Lac La Martre (Tsotsi - ‘Marder-See’), daher auch ‘Marten Lake People’ genannt, zwischen 1925 und 1952 zwei Lokalgruppen) – vormalige Whatí First Nation
  - Egak'inlin
  - Mingot'in (‘People of the Nets’)
- Detsinlahot'in[14] (Dechɻlaa Got'ɻi – Decila hoti - ‘Edge of the Woods People’, ‘Treeline People’,[15] jagten, fischten und lebten entlang Einzugsgebieten der Flüsse (besonders des Snare und Wecho Rivers) rund um Russel Lake bis nach Rae am Ende des Nordarms des Great Slave Lake, jagten zudem Karibus und Moschusochsen ostwärts in der Tundra, unterteilten sich in drei Lokalgruppen) – vormalige Dechi Laot’i First Nations
  - Detsinlahot'in
  - Wekwitihot'in (‘Snare Lake People’, rund um Snare Lake versammelten sich alle Gruppen der Detsinlahot'in sowie andere Tłįchǫ-Gruppen, um auf Karibujagd zu gehen, die Wekwitihot'in zogen entlang des Snare River bis in die Karibujagdgründe entlang des Yellowknife River und Coppermine River)
  - Xozihot'in (auch Hozihot'in - ‘Barrens Land People’, jagten in der Tundra (hozii, ekiika nèkèdoo, engl. barren grounds) ostwärts entlang des Coppermine River bis zum Point Lake, manchmal sogar bis zum Contwoyto Lake)
- Et'at'in (auch Et'aat'ɻi, Etati - ‘People Next to Another People’, auch E'taa got'i - ‘Rae Lakes People’, lebten entlang einer Kette von Seen, die alle in den Marian River (Golo Ti Deè) fließen, sowie vom Nordarm des Great Slave Lake nordwärts entlang des Faber Lake und Hottah Lake, Clut Lake sowie Camsell River bis zum McTavish Arm (oder der McTavish Bay) sowie der Conjuror Bay am Südufer des Great Bear Lake, den Emile River, einem Nebenfluss des Marian River, nutzten sie als Zugangsroute zu den Karibujagdgründen) – vormalige Gamèti First Nation
- Satihot'in (auch Sahti Got'ɻi, Sahti K'e Hot'iį oder Sati hoti - ‘Bear Lake People’, auch Ttse-pottine - ‘Canoe People’), lebten und jagten von Rae entlang einer Kette von Seen nordwärts bis zum Südufer des Great Bear Lake, ursprünglich wahrscheinlich nicht von den Et'at'in zu unterscheiden, lebten sie nach der Errichtung der Handelsposten meist nördlich der Et'at'in, manche Nachkommen leben jetzt in Rae, handelten bis 1914 bei Old Fort Rae (Nihshih K'e, Ninhsin Kon), danach nur bei Tulita (Tiłiht'a, Tiłiht'a Kǫ, vormals Fort Norman) und Déline (sprich: ‘De-la-nay’, auch Dôline, vormals Fort Franklin), mit den ebenfalls hier handelnden Hare Dene, manchen Mountain Dene sowie South Slavey[16] bildeten sie bald eine eigenständige Gruppe, die Satihot'in oder Sahtu Dene[17] – heutige Begade Shotagotine (oder Begaee Shuhagot'ine)[18] und Deline First Nation (Délînê Got'înê)[19]
- Wuledehot'in (Woóle Dee Got'ɻi oder Wulede hoti - ‘Inconnu River People’, nennen sich heute Weledeh Yellowknives Dene, abgel. von weleh -  ‘Weißlachs (engl.: Inconnu)’ und deh - ‘Fluss’) – heutige Yellowknives Dene First Nation

## Bekannte Tłįchǫ Trading Chiefs (Donek'awi)
- Bear Lake Chief (1852–1913), auch bekannt als Francis Yambi, Eyambi oder Eyirape[20], war vielleicht der bekannteste und bedeutendste Tłįchǫ Trading Chief (Donek'awi) und daher auch als K'aàwidaà („Oberster, höchster Händler“) bekannt; 1872 heiratete er Emma Kowea (* 1854) in Tulita (Tiłiht'a, Tiłiht'a Kǫ, vormals Fort Norman) zusammen hatten sie neun Kinder, Mitglied der Sahtigot'in („Volk am Great Bear Lake“) wurde er bald der bedeutendste Trading Chief (Donek'awi) für verschiedene Tłįchǫ Bands die bei Old Fort Rae (Nihshih K'e, Ninhsin Kon) und Fort Norman sowie später bei Déline (Dôline, vormals Fort Franklin) handelten – durch den Zuzug von Sahtigot'in und Et'at'in (“People Next to Another People”, auch E'taa got'i – „Volk von den Rae Lakes“) der Tłįchǫ entwickelten verschiedene Dene Bands in Tulita und Déline eine neue eigenständige Identität als Satihot'in oder Sahtu Dene; er wurde auf einer Insel im Lac Ste. Croix nördlich der Siedlung Gameti (Rae Lakes) begraben.
- Edzǫ, auch: Edzo ("Schwarzfichte; kurzblättrige Fichte"), Tłįchǫ Donek'awi
- Dzemi, auch: Ekawi Dzimi, besser bekannt als Jimmy Bruneau (* 12. Dezember 1881; † 16. Januar 1975), Tłįchǫ Donek'awi und nach Monfwi's Tod seit 1936 K'awo/Kw'ahtıdeè (Häuptling) der Dechi Laot'i (“Edge of the Woods People”)
- Ewainghan, auch bekannt als Rabesca, Tłįchǫ Donek'awi und K'awo/Kw'ahtıdeè (Häuptling) der Et'aa got'in (“People Next to Another People”)[21]
- Drygeese, auch bekannt als Dry Geese, Tłįchǫ Donek'awi
- Beniah, Tłįchǫ Donek'awi
- Little Crapeau, Tłįchǫ Donek'awi
- Chief Castor, Tłįchǫ Donek'awi
- Monfwi (* 21. Mai 1866; † 1936), auch bekannt als Ewaro'A („Kleiner Mund”)[22] Tłįchǫ Donek'awi und K'awo/Kw'ahtıdeè (Häuptling) der Dechi Laot'i (“Edge of the Woods People”), unterzeichnete am 22. August 1921 als Repräsentant aller Tlicho den Treaty 11 (Vertrag 11) mit der Regierung von Kanada.

## Heutige Tłįchǫ First Nations
Die heute ca. 4.000 Tłįchǫ leben meist in vier verschiedenen Gemeinden: Gamèti ("Kaninchen-See", früher Rae Lakes), Wekweètì ("Felsen-See", früher Snare Lake), Whati ("Marder-See", daher früher Lac la Martre) und Behchokò ("Ort von Mbehcho" oder "Ort des großen Messers", besteht aus zwei Gemeinden: Rae und Edzo, früher Rea-Edzo). Zudem gibt es viele T'atsaot'ine mit größtenteils Tłįchǫ-Abstammung in den zwei Gemeinden Dettah (auch Detah) und N'Dilo (sprich: ‘Dee-Low’), an der Spitze der Latham Insel, einem Ortsteil von Yellowknife, den heutigen N'Dilo First Nation und Dettah First Nation, die zusammen die Yellowknives Dene First Nation bilden.

### Yellowknives Dene First Nation (früher Yellowknife B Band)
Akaitcho Treaty 8 Tribal Corporation oder Akaitcho Territory Government
Nach der Entdeckung von Gold in der Region rund um Yellowknife (in Dogrib: Somba K'e – ‘da, wo das Geld ist’), versammelten sich Dogrib, Chipewyan und Mitglieder der Yellowknife und ließen sich in der heutigen Stadt Yellowknife oder in der traditionellen Siedlung Dettah (auch Detah – 'Burnt Point', der Tłįchǫ-Bezeichnung eines traditionellen Fischer-Camps, im Englischen Trout Rock – ‘Forellen-Fels’) nieder. Mit öffentlichen Regierungsmitteln wurde in den 1950er Jahren die Yellowknife-Siedlung N'Dilo (sprich: ‘Dee-Low’) an der Spitze der Latham Insel errichtet. In beiden Siedlungen wohnen viele Yellowknife mit größtenteils Tłįchǫ-Abstammung sowie einige Chipewyan. In den 1990er Jahren schlossen sich die First Nations von Dettah und N'Dilo zur Yellowknives Dene First Nation zusammen. Die Stammesmitglieder sprechen den Dettah-Ndilo Dialekt von Tłįchǫ Yatıì, der sich auf Grund der Heiraten zwischen meist Woóle Dee Got'ɻi (‘Inconnu River People’) der Tłįchǫ sowie den Yellowknife und Chipewyan entwickelte und nennen sich selbst Weledeh Yellowknives Dene (abgel. von weleh – ‘Weißlachs (engl.: Inconnu)’ und deh – ‘Fluss’), Reservate: Dettah Settlement, Ndilo Settlement, Yellowknife Settlement, Population:1.459
- Dettah Yellowknives Dene First Nation (die Siedlung Dettah liegt am nördlichen Ufer des Great Slave Lakes, außerhalb der Hauptstadt Yellowknife, ca. 6,5 km per Eisstraße im Winter und ca. 27 km im Sommer von der Stadt entfernt)[31]
- N'Dilo Yellowknives Dene First Nation (die Siedlung N'Dilo oder Ndilo liegt auf Latham Insel innerhalb des Stadtgebiets von Yellowknife, bevölkerungsreichste Siedlung der Yellowknives Dene First Nation)[32]

### Tłįchǫ Government (Tåîchô Government) (früher Dog Rib Rae Band)
Die auch als Tłįchǫ First Nation bezeichnete Band entstand aus einem Zusammenschluss mehrerer Gruppen im sog. Tłįchǫ Agreement im Jahr 2003:
- Dogrib Rae Band (Behchokò - ‘Ort von Mbehchoe’, vormals Rae-Edzo, da es aus zwei Gemeinden: Rae und Edzo besteht, Population: 2.926)
- Whatí First Nation (Gemeinde Whati - ‘Marder-See’, daher bis zum 1. Januar 1996 Lac La Martre genannt, Population: 635)
- Gamèti First Nation (Gemeinde Gamèti, bis zum 4. August 2005: Rae Lakes genannt, Population: 348)
- Dechi Laot’i First Nations (Gemeinde Wekweètì - ‘felsige Seen’, bis zum 4. August 2005 Wekweti geschrieben, und wurde bis zum 1. November 1998 Snare Lake genannt, Population: 177)[34]
- Dogrib Treaty 11 Council

#### The Tłįchǫ Agreement
Am 25. August 2003 unterzeichneten die Tłįchǫ mit der kanadischen Regierung einen Vertrag über den Landbesitz. Die Übereinkunft wird eine Fläche von 39.000 km² zwischen dem Großen Bärensee und dem Großen Sklavensee in den Nordwestterritorien in Besitz der Tłįchǫ überführen. Dies ist die größte Landfläche Nordamerikas, die ins Eigentum einer indigenen Gruppe überführt wurde.
Die Tłįchǫ werden ihre eigenen Regierungsorgane in den vier Gemeinden – Gamèti (Rae Lakes, Gamèti First Nation), Wekweètì (Snare Lake, Dechi Laot’i First Nations), Whati (Lac la Martre, Whatí First Nation) und Behchokò (besteht aus zwei Gemeinden: Rae und Edzo, Dogrib Rae Band) – des Territoriums haben, von denen der Chef ein Tłįchǫ sein muss, obgleich jeder Ratsmitglied werden und wählen darf. Die Legislative wird neben anderen Autoritäten die Macht haben, Steuern einzutreiben, Ressourcentantiemen einzubeziehen, die aktuell noch zur Bundesregierung fließen, und die Jagd, Fischerei und Entwicklung in der Industrie zu kontrollieren. Die vier bands – die Dogrib Rae Band, Whatí First Nation, Gamèti First Nation und Dechi Laot’i First Nations – sowie das Dogrib Treaty 11 Council, wurden daher am 4. August 2005 aufgelöst und schlossen sich zum Tłįchǫ Government (auch Tåîchô Government oder Tłįchǫ First Nation) zusammen.
Die Tłįchǫ werden auch Zahlungen von 152 Millionen kanadische Dollar über 15 Jahre erhalten und jährlich ca. 3,5 Millionen Dollar.
Die Bundesregierung wird die Kontrolle über das Strafrecht, das in ganz Kanada gilt, behalten und die Nordwestterritorien werden Dienstleistungen wie Gesundheitsversorgung und Bildung kontrollieren.
Dieser Prozess der Landvergabe nahm 20 Jahre in Anspruch. Ein ähnlicher Prozess mit den Inuit in den Nordwestterritorien brachte die Erschaffung des neuen Territoriums Nunavut mit sich. Obgleich die Tłįchǫ kein separates Territorium wollen, rief die Ausdehnung ihrer Macht Vergleiche hervor, sowohl mit der Geburt Nunavuts, als auch mit der Erschaffung der Nordwestterritorien-Regierung 1967.